# Hemaglutinina
La hemaglutinina es una sustancia (lípido) que causa la aglutinación de los hematíes o glóbulos rojos de la sangre. Este proceso recibe el nombre de hemaglutinación. La hemaglutinación se define como la capacidad que tienen ciertos virus y bacterias para unir entre sí los glóbulos rojos, gracias a las proteínas que poseen en su capa externa.

## Virus
Existen numerosos tipos de virus que poseen hemaglutininas, sobre todo de las familias: Adenoviridae, Poxviridae, Parvoviridae, Flaviviridae, Togaviridae, Coronaviridae, Rhabdoviridae, el orden Reovirales y el orden Bunyavirales. Sin embargo los virus más conocidos que poseen hemaglutininas, pertenecen a la familia Orthomyxoviridae, género Influenza A, donde se incluye el virus de la gripe.

### Hemaglutinina del virus de la gripe
La hemaglutinina (HA) es una glucoproteína antigénica que se encuentra en la superficie del virus de la gripe y es la responsable de la unión del virus a la célula infectada. Esto se consigue porque la hemaglutinina se fija a residuos de ácido siálico en la membrana plasmática de la célula huésped. El nombre hemaglutinina es debido a la capacidad de estas proteínas de provocar aglutinación de los hematíes. Existe una gran variedad por lo cual es difícil establecer una vacuna en el caso de la influenza viral.

### Hemaglutinina del sarampión
Es un tipo de hemaglutinina producida por el virus del sarampión.

### Hemaglutinina-neuraminidasa de las paperas
Es un tipo de hemaglutinina producida por el virus de las parotiditis.